# ...and the Beat Goes On!
Cet article possède un paronyme, voir The Beat Goes On.
Pour l’article homonyme, voir And the Beat Goes On.
Albums de Scooter
Our Happy Hardcore
(1996)
...and the Beat Goes On! est le premier album studio du groupe allemand Scooter. Quatre singles y sont extraits : Hyper Hyper, Move Your Ass!, Friends et Endless Summer. En Hongrie et en Irlande, l'album est certifié disque de platine. L'album est réédité le 26 avril 2004.

## Liste des titres
Toutes les chansons sont écrites et composées par H.P. Baxxter, Rick J. Jordan, Jens Thele, and Ferris Bueller.
| No  | Titre                 | Durée |
| --- | --------------------- | ----- |
| 1.  | Different Reality     | 5:33  |
| 2.  | Move Your Ass!        | 5:38  |
| 3.  | Waiting for Spring    | 4:28  |
| 4.  | Endless Summer        | 4:04  |
| 5.  | Cosmos                | 6:06  |
| 6.  | Rhapsody in E         | 6:02  |
| 7.  | Hyper Hyper           | 5:00  |
| 8.  | Raving in Mexico      | 6:05  |
| 9.  | Beautiful Vibes       | 5:13  |
| 10. | Friends               | 5:10  |
| 11. | Faster Harder Scooter | 5:06  |

## Classements
| Classements (1995)            | Meilleure position |
| ----------------------------- | ------------------ |
| Allemagne (Media Control AG)  | 25                 |
| Autriche (Ö3 Austria Top 40)  | 27                 |
| Norvège (VG-lista)            | 18                 |
| Pays-Bas (Mega Album Top 100) | 31                 |
| Suisse (Schweizer Hitparade)  | 29                 |